# Championnat d'Andorre de football 2021-2022
Navigation
Saison 2020-2021 Saison 2022-2023
La saison 2021-2022 de Primera Divisió ou Lliga Multisegur Assegurances est la vingt-septième édition du championnat andorran de football. Le plus haut niveau du football andorran organisé par la Fédération d'Andorre de football.
La première phase du championnat se déroule en une série de matches aller-retour. La deuxième phase du championnat oppose les quatre premiers dans une phase de play-off pour se disputer la victoire finale, et, les quatre derniers pour éviter la relégation.
À l'issue de la saison, le champion se qualifie pour le tour préliminaire de la Ligue des champions 2022-2023. Le vainqueur de la Coupe de la Constitution et le deuxième se qualifient pour le premier tour de qualification de la Ligue Europa Conférence 2022-2023.
L'Inter Club d'Escaldes, tenant du titre, remporte son troisième titre à l'issue de la saison.

## Équipes participantes
À l'issue de la saison 2020-2021, le Penya Encarnada est relégué en Segona Divisió 2021-2022 et est remplacé par la FC Ordino.
Légende des couleurs
- Tour préliminaire de la Ligue des champions 2021-2022
- Premier tour de la Ligue Europa Conférence 2021-2022
- Promu de Segona Divisió 2019-2020

| Club                    | Classement 2020-2021 |
| ----------------------- | -------------------- |
| Inter Club d'Escaldes   | 1er                  |
| UE Sant Julià           | 2e                   |
| FC Santa Coloma         | 3e                   |
| Atlètic Club d'Escaldes | 4e                   |
| UE Engordany            | 5e                   |
| UE Santa Coloma         | 6e                   |
| CE Carroi               | 7e                   |
| FC Ordino               | 1er (D2)             |

## Compétition

### Format
Pour la première phase, chacune des huit équipes participant au championnat s'affronte à deux reprises pour un total de quatorze matchs chacune. Tous les matchs sont joués au Centre d'Entraînement de la FAF 1.
Pour la deuxième phase, les quatre premiers participent à une phase de play-off pour se disputer la victoire finale, et, les quatre derniers pour éviter la relégation. L’équipe terminant huitième est directement reléguée en deuxième division tandis que l’équipe terminant à la septième place joue un match de barrage promotion-relégation contre le second de deuxième division.

### Saison régulière

#### Classement
Le classement est établi sur le barème de points classique (victoire à 3 points, match nul à 1, défaite à 0). Pour départager les égalités, on tient d'abord compte des confrontations directes (résultats, puis différence de buts, puis nombre de buts marqués), ensuite, si l'égalité persiste, on prend en compte la différence de buts générale, puis du nombre de buts marqués, puis  et enfin si la qualification ou la relégation est en jeu, les deux équipes jouent une rencontre d'appui sur terrain neutre.
| Rang | Équipe                  | Pts | J  | G  | N | P  | Bp | Bc | Diff |
| ---- | ----------------------- | --- | -- | -- | - | -- | -- | -- | ---- |
| 1    | Inter Club d'Escaldes T | 42  | 21 | 12 | 6 | 3  | 42 | 15 | +27  |
| 2    | UE Santa Coloma         | 39  | 21 | 11 | 6 | 4  | 29 | 19 | +10  |
| 3    | UE Sant Julià           | 37  | 21 | 10 | 7 | 4  | 33 | 21 | +12  |
| 4    | Atlètic Club d'Escaldes | 37  | 21 | 10 | 7 | 4  | 36 | 19 | +17  |
| 5    | FC Santa Coloma         | 37  | 21 | 10 | 7 | 4  | 41 | 26 | +15  |
| 6    | FC Ordino P             | 19  | 21 | 5  | 4 | 12 | 19 | 39 | -20  |
| 7    | UE Engordany            | 17  | 21 | 4  | 5 | 12 | 23 | 37 | -14  |
| 8    | CE Carroi               | 3   | 21 | 1  | 0 | 20 | 15 | 62 | -47  |

Légende
- Qualification pour la poule pour le titre
- Qualification pour la poule de relégation

Abréviations
- T : Tenant du titre
- P : Promu de Segona Divisió

#### Résultats
| Résultats (▼dom., ►ext.)                                   | ACE | CAR | ENG | INT | ORD | SJU | SFC | SUE |
| Atlètic Club d'Escaldes                                    |     | 3-1 | 3-1 | 1-1 | 3-0 | 1-1 | 2-1 | 0-0 |
| CE Carroi                                                  | 1-2 |     | 1-4 | 0-2 | 1-5 | 0-6 | 2-5 | 1-2 |
| UE Engordany                                               | 0-2 | 3-1 |     | 1-2 | 2-4 | 1-1 | 2-4 | 1-1 |
| Inter Club d'Escaldes                                      | 0-0 | 4-2 | 3-0 |     | 3-0 | 0-1 | 1-1 | 2-2 |
| FC Ordino                                                  | 1-1 | 2-0 | 1-0 | 0-4 |     | 0-1 | 0-0 | 0-2 |
| UE Sant Julià                                              | 1-0 | 2-0 | 3-2 | 0-0 | 1-1 |     | 0-0 | 1-2 |
| FC Santa Coloma                                            | 1-3 | 3-0 | 1-1 | 3-2 | 3-2 | 1-3 |     | 3-1 |
| UE Santa Coloma                                            | 1-3 | 1-2 | 1-0 | 0-1 | 1-0 | 1-1 | 2-1 |     |
| - Victoire à domicile - Match nul - Victoire à l'extérieur |     |     |     |     |     |     |     |     |

| Résultats (▼dom., ►ext.)                                   | ACE | CAR | ENG | INT | ORD | SJU | SFC | SUE |
| Atlètic Club d'Escaldes                                    |     | 2-1 |     |     |     | 2-3 |     | 1-1 |
| CE Carroi                                                  |     |     |     | 0-2 | 0-1 |     | 0-5 | 1-3 |
| UE Engordany                                               | 1-0 | 1-0 |     |     | 0-0 | 1-3 |     |     |
| Inter Club d'Escaldes                                      | 2-1 |     | 4-1 |     |     |     | 1-2 |     |
| FC Ordino                                                  | 0-5 |     |     | 0-7 |     | 1-2 |     | 0-1 |
| UE Sant Julià                                              |     | 4-1 |     | 0-0 |     |     |     | 0-4 |
| FC Santa Coloma                                            | 1-1 |     | 1-1 |     | 2-1 | 2-0 |     |     |
| UE Santa Coloma                                            |     |     | 1-0 | 1-0 |     |     | 1-1 |     |
| - Victoire à domicile - Match nul - Victoire à l'extérieur |     |     |     |     |     |     |     |     |

### Phase finale

#### Poule pour le titre
| Rang | Équipe                    | Pts | J  | G  | N  | P | Bp | Bc | Diff |
| ---- | ------------------------- | --- | -- | -- | -- | - | -- | -- | ---- |
| 1    | Inter Club d'Escaldes T   | 50  | 27 | 14 | 8  | 5 | 54 | 24 | +30  |
| 2    | UE Santa Coloma           | 47  | 27 | 13 | 8  | 6 | 37 | 26 | +11  |
| 3    | UE Sant Julià             | 46  | 27 | 12 | 10 | 5 | 41 | 30 | +11  |
| 4    | Atlètic Club d'Escaldes C | 43  | 27 | 11 | 10 | 6 | 44 | 30 | +14  |

Légende
- Qualification pour le tour préliminaire de la Ligue des champions 2022-2023
- Qualification pour le premier tour de qualification de la Ligue Europa Conférence 2022-2023

Abréviations
- T : Tenant du titre
- C : Vainqueur de la Copa Constitució 2021-2022

| Résultats (▼dom., ►ext.)                                   | ACE | INT | SJU | SUE |
| Atlètic Club d'Escaldes                                    |     | 1-1 | 1-2 | 3-2 |
| Inter Club d'Escaldes                                      | 4-1 |     | 4-1 | 1-3 |
| UE Sant Julià                                              | 1-1 | 2-2 |     | 2-1 |
| UE Santa Coloma                                            | 1-1 | 1-0 | 0-0 |     |
| - Victoire à domicile - Match nul - Victoire à l'extérieur |     |     |     |     |

#### Poule de relégation
| Rang | Équipe          | Pts | J  | G  | N | P  | Bp | Bc | Diff |
| ---- | --------------- | --- | -- | -- | - | -- | -- | -- | ---- |
| 5    | FC Santa Coloma | 52  | 27 | 15 | 7 | 5  | 64 | 34 | +30  |
| 6    | FC Ordino       | 27  | 27 | 7  | 6 | 14 | 30 | 49 | -19  |
| 7    | UE Engordany    | 20  | 27 | 5  | 5 | 17 | 29 | 55 | -26  |
| 8    | CE Carroi       | 11  | 27 | 3  | 2 | 22 | 22 | 73 | -51  |

Légende
- Qualification pour le barrage de promotion-relégation
- Relégation en Segona Divisió

| Résultats (▼dom., ►ext.)                                   | CAR | ENG | ORD | SFC |
| CE Carroi                                                  |     | 0-2 | 1-1 | 0-4 |
| UE Engordany                                               | 1-2 |     | 0-2 | 1-4 |
| FC Ordino                                                  | 2-2 | 2-1 |     | 2-3 |
| FC Santa Coloma                                            | 1-2 | 8-1 | 3-2 |     |
| - Victoire à domicile - Match nul - Victoire à l'extérieur |     |     |     |     |

### Barrage de promotion-relégation
À la fin de la saison, l'avant-dernier de Primera Divisió affronte la deuxième meilleure équipe de Segona Divisió pour tenter de se maintenir. Les matchs ont lieu les 29 mai et 1er juin 2022.
| Équipe 1           | Résultat | Équipe 2          | Aller | Retour |
| ------------------ | -------- | ----------------- | ----- | ------ |
| FS La Massana (D2) | 1 - 7    | UE Engordany (D1) | 0 - 3 | 1 - 4  |

Légende des couleurs
- Le club se maintient en première division.
- Promotion en première division.
- Le club reste en deuxième division.
- Relégation en deuxième division.

## Bilan de la saison
| Championnat d'Andorre de football 2021-2022                   |                                  |
| Champion                                                      | Inter Club d'Escaldes (3e titre) |
| Dauphin                                                       | UE Santa Coloma                  |
| Coupes et trophées                                            |                                  |
| Vainqueur de la Coupe d'Andorre 2021-2022                     | Atlètic Club d'Escaldes          |
| Vainqueur de la Supercoupe d'Andorre 2021                     | Inter Club d'Escaldes            |
| Qualifications continentales                                  |                                  |
| Ligue des champions 2022-2023 (Tour préliminaire)             | Inter Club d'Escaldes            |
| Ligue Europa Conférence 2022-2023 (1er tour de qualification) | UE Santa Coloma                  |
| Ligue Europa Conférence 2022-2023 (1er tour de qualification) | Atlètic Club d'Escaldes          |
| Promotions et relégations                                     |                                  |
| Promus en Primera Divisió                                     | Penya Encarnada                  |
| Relégués en Segona Divisió                                    | CE Carroi                        |